# Dodge Warlock
O Dodge Warlock foi um carro conceito fabricado de 1970 a 1979 sob a marca Dodge pela Chrysler Corporation. Estavam disponíveis nas versões 4x2 e 4x4 e oferecido nas cores preto, vermelho, laranja e verde.